# I Hate This Part
«I Hate This Part» es el tercer sencillo en EE. UU. y el segundo en Europa del último álbum de estudio de The Pussycat Dolls, Doll Domination. Fue lanzado el 2008 como canción de radio en EE. UU.. Antes de ser publicado como sencillo ya contaba con numerosas descargas en webs digitales. La canción tiene varias similitudes con "All I See" de Kylie Minogue y "One Step At A Time" de Jordin Sparks, ambas tienen el mismo productor que "I Hate this part"

## Información
"Whatcha Think About That" estaba destinado a ser el segundo sencillo en Australia, pero fue cancelado ya que "I Hate this Part" recibió mejores críticas que la otra. La canción se convirtió en la canción más oíada en las radios australianas en su semana debut. En el Reino Unido "Whatcha Think About That" también fue cancelado como segundo sencillo y en su lugar fue lanzado "I Hate this Part"

## Video musical
Según el sitio web de Pussycat Dolls en YouTube, el video fue grabado el 28 de septiembre coincidiendo con el cumpleaños de Melody Thornton. Una parte del video se filtró en Internet a principios de octubre. El video completo se estrenó el 10 de octubre de 2008. Oficialmente se estrenó en los Estados Unidos en TRL el 15 de octubre de 2008. El vídeo fue añadido a la tienda de iTunes el 17 de octubre de 2008 disponible en la versión original y otra exclusiva de 7:55 minutos de duración que incluye el hit de Lady Gaga "Just Dance". El vídeo musical recibió más de 1 millón de visitas en cinco días.
El videoclip muestra Nicole Scherzinger cantando en una carretera en mitad del desierto y al resto de The Pussycat Dolls bailando bajo la lluvia. Comienza con Nicole tocando el piano al ritmo de la música de la canción y se pueden ver imágenes de un libro y flores . Cuando comienza la acústica, hay una foto de todas las chicas en la mitad de la carretera con su coche roto. Durante el coro las chicas caminan desde el coche hasta la carretera mientras bailan al ritmo de la música.
El video termina con un estallido de emociones de todas las integrantes del grupo .El vídeo se cierra con Nicole tocando el piano con una mariposa en su mano. La escena final muestra a todas las chicas empapadas por la lluvia dándose un abrazo.

## Canciones
CD Promo

(Lanzado: 2008)
1. "I Hate This Part" (Edición de Radio) - 3:39
2. "I Hate This Part" (Instrumental) - 3:45
3. "I Hate This Part" (Moto Blanco Club Mix) - 7:47
4. "I Hate This Part" (Digital Dog Club Mix) - 5:51
5. "I Hate This Part" (Moto Blanco Dub) - 7:49
6. "I Hate This Part" (Digital Dog Dub) - 6:26
7. "I Hate This Part" (Moto Blanco Edit) - 3:40
8. "I Hate This Part" (Digital Dog Edit) - 3:05
9. "When I grow up" (Ralphi Rosario Remix) (Bonus Track) - 9:37

CD Promo Remixes
1. "I Hate This Part" (Edición de Radio) - 3:39
2. "I Hate This Part" (Dave Aude Club Mix) - 8:21
3. "I Hate This Part" (Digital Dog Club Mix) - 5:50
4. "I Hate This Part" (Dave Aude Radio Edit) - 3:40
5. "I Hate This Part" (Digital Dog Radio Edit) - 3:26
6. "I Hate This Part" (Dave Aude Club Dub) - 7:36

CD Promo Alternate Remixes
1. "I Hate This Part" (Edición de Radio) - 3:39
2. "I Hate This Part" (Aleko's Club Vocal Mix) - 6:58
3. "I Hate This Part" (Aleko's Vocal Dub) - 7:37
4. "I Hate This Part" (Aleko's A cappella) - 4:52

## Fechas de lanzamiento
| Región        | Fecha                  | Formato          |
| ------------- | ---------------------- | ---------------- |
| Australia     | 7 de octubre de 2008   | Descarga digital |
| Australia     | 1 de noviembre de 2008 | sencillo en CD   |
| Nueva Zelanda | 7 de octubre de 2008   | Descarga digital |
| Alemania      | 4 de noviembre de 2008 | sencillo en CD   |
| Irlanda       | 1 de noviembre de 2008 | Sencillo en CD   |

## Posicionamiento
En Australia, la canción debutó en el puesto N.º 45 basándose únicamente en descargas digitales, y llegó al 28 a la semana siguiente. En EE. UU. "I Hate This Part" en el 98 de  Billboard Pop 100.
| Listas (2008-2009)                 | Posiciones |
| ---------------------------------- | ---------- |
| Australian ARIA Singles Chart      | 10         |
| Austrian Singles Chart             | 10         |
| Belgian Singles Chart              | 11         |
| Canadian Hot 100                   | 17         |
| Denmark Singles Chart              | 15         |
| Dutch Singles Chart                | 53         |
| España EñE singles chart           | 1          |
| European Singles Chart             | 21         |
| German Singles Chart               | 12         |
| Global Dance Tracks                | 8          |
| Irish Singles Chart                | 9          |
| Japan Hot 100                      | 20         |
| Norway Singles Chart               | 16         |
| New Zealand RIANZ Singles Chart    | 9          |
| Swiss Singles Chart                | 24         |
| Turkey Top 20 Chart                | 10         |
| UK Singles Chart                   | 12         |
| U.S. Billboard Hot 100             | 11         |
| U.S. Billboard Pop 100             | 12         |
| U.S. Billboard Hot Dance Club Play | 1          |